# 736. pehotni polk (Wehrmacht)
Za druge 736. polke glejte 736. polk.
736. pehotni polk (izvirno nemško Infanterie-Regiment 736) je bil eden izmed pehotnih polkov v sestavi redne nemške kopenske vojske med drugo svetovno vojno.

## Zgodovina
Polk je bil ustanovljen 2. maja 1941 kot polk 15. vala na področju WK VI iz nadomestnih enot za potrebe zasedbenih nalog v Franciji; polk je bil dodeljen 716. pehotni diviziji.
15. oktobra 1942 je bil polk preimenovan v 736. grenadirski polk.